# Nowofedoriwka (obwód połtawski)
Nowofedoriwka (ukr. Новофедорівка) – wieś na Ukrainie, w obwodzie połtawskim, w rejonie połtawskim, w hromadzie Czutowe. W 2001 liczyła 443 mieszkańców, wśród których 428 wskazało jako ojczysty język ukraiński, a 15 rosyjski.